# Cantó de Port-sur-Saône
El cantó de Port-sur-Saône és un cantó francès del departament de l'Alt Saona, situat al districte de Vesoul. Té 17 municipis i el cap és Port-sur-Saône.

## Municipis
- Amoncourt
- Auxon
- Bougnon
- Breurey-lès-Faverney
- Chaux-lès-Port
- Conflandey
- Équevilley
- Flagy
- Fleurey-lès-Faverney
- Grattery
- Mersuay
- Port-sur-Saône
- Provenchère
- Scye
- Le Val-Saint-Éloi
- Vauchoux
- Villers-sur-Port

## Història
| Data d'elecció                           | Identitat        | Partit                     | Qualitat |
| ---------------------------------------- | ---------------- | -------------------------- | -------- |
| 1945-1970                                | André Liautey    | Radical                    |          |
| 1970-1988                                | René Fouquet     | Divers droite, després UDF |          |
| 1988-1994                                | Jean-Marie Parat | PS                         |          |
| 1994-                                    | Jean-Paul Mariot | Divers gauche, després PS  |          |
| les dades anteriors no són pas conegudes |                  |                            |          |
|                                          |                  |                            |          |

## Demografia
| A partir de 1990: Població sense dobles comptes |